# Blood Fire Death
 (novembre 2013).
Si vous disposez d'ouvrages ou d'articles de référence ou si vous connaissez des sites web de qualité traitant du thème abordé ici, merci de compléter l'article en donnant les références utiles à sa vérifiabilité et en les liant à la section « Notes et références ».
Albums de Bathory
Under the Sign of the Black Mark
(1987) Hammerheart
(1990)
Blood Fire Death est le quatrième album du groupe de metal extrême suédois Bathory, sorti le 8 octobre 1988. Bien que cet album soit principalement un album de black metal, il s'agit du premier album du genre à inclure les éléments qui créeront le viking metal.

## Composition et enregistrement
Les paroles de For All Those Who Died sont tirées d'un poème d'Erica Jong, publiées dans son livre Witches (1981), alors que les trois premiers vers de A Fine Day to Die sont tirés de La Chanson de Cassilda du recueil de nouvelles fantastiques de Robert W. Chambers, Le Roi en jaune.
La couverture de l'album est tirée du tableau La chasse d'Odin (Åsgårdsreien, 1872) de Peter Nicolai Arbo.

## Liste des chansons
1. Odens Ride Over Nordland - 2:59
2. A Fine Day to Die - 8:35
3. The Golden Walls of Heaven - 5:22
4. Pace 'Till Death - 3:39
5. Holocaust - 3:25
6. For All Those Who Died - 4:57
7. Dies Irae - 5:11
8. Blood Fire Death - 10:28
9. Outro - 0:58

- Le titre Outro n'est pas inscrit sur la jaquette de l'album.

## Accueil
En 2009, IGN inclut Blood Fire Death dans le « Top 10 des plus grands albums de black metal ».

## Crédits
- Quorthon  : chant, guitare, percussions, effets
- Vvornth ; batterie
- Koothar : basse
- Peter Nicolai Arbo : couverture de l'album
- Pelle Matteus : photographe